# TLC: Tables, Ladders and Chairs (2014)
WWE TLC: Tables, Ladders, Chairs & Stairs 2014 – gala PPV zorganizowana przez World Wrestling Entertainment, która odbyła się 14 grudnia 2014 roku w Quicken Loans Arena w Cleveland. Była to szósta gala TLC w historii.
Walką wieczoru był Tables, Ladders, and Chairs match pomiędzy Brayem Wyattem i Deanem Ambrose'em, który wygrał ten pierwszy. Po raz pierwszy w historii WWE odbył się Stairs Match, w którym zmierzyli się Big Show i Erick Rowan. Podczas gali John Cena obronił prawo walki o pas WWE World Heavyweight Championship w Tables Matchu przeciwko Sethowi Rollinsowi.

## Walki
| Nr.     | Walka                                                                                          | Stypulacja                                                                                       | Czas  |
| ------- | ---------------------------------------------------------------------------------------------- | ------------------------------------------------------------------------------------------------ | ----- |
| Preshow | The New Day (Big E & Kofi Kingston) (z Xavieriem Woodsem) pokonali Gold and Stardusta          | Tag team match                                                                                   | 11:56 |
| 1       | Dolph Ziggler pokonał Luke’a Harpera (c)                                                       | Ladder match o pas WWE Intercontinental Championship                                             | 16:42 |
| 2       | The Usos (Jimmy Uso i Jey Uso) pokonali The Miza i Damiena Mizdowa (c) poprzez dyskwalifikację | Tag team match o pas WWE Tag Team Championship                                                   | 07:22 |
| 3       | Big Show pokonał Ericka Rowana                                                                 | Stairs match                                                                                     | 11:14 |
| 4       | John Cena pokonał Setha Rollinsa (z Jamiem Noble’em & Joeyem Mercurym)                         | Tables match, jeżeli Cena przegra nie będzie pretendentem do WWE World Heavyweight Championship. | 23:34 |
| 5       | Nikki Bella (c) (z Brie Bellą) pokonała AJ Lee                                                 | Singles match o pas WWE Divas Championship                                                       | 07:38 |
| 6       | Ryback pokonał Kane’a                                                                          | Chairs match                                                                                     | 09:50 |
| 7       | Rusev (c) (z Laną) pokonał Jacka Swaggera poprzez poddanie                                     | Singles match o pas WWE United States Championship                                               | 04:50 |
| 8       | Bray Wyatt pokonał Deana Ambrose’a                                                             | Tables, Ladders and Chairs match                                                                 | 26:58 |